# Jehuda Lejb Majmon
Jehuda Lejb Majmon (hebrejsky: יהודה לייב מימון, rodným jménem Jehuda Lejb Fischman, Jehuda Lejb Fišman, יהודה לייב פישמן, žil 11. prosince 1875 – 10. července 1962) byl rabín, sionistický aktivista, izraelský politik a poslanec Knesetu za stranu Sjednocená náboženská fronta.

## Biografie
Narodil se ve městě Mărculeşti v tehdejší Ruské říši (pak Rumunsko, dnes Moldavsko). Absolvoval náboženská studia na ješivách v Litvě, získal osvědčení pro výkon profese rabína. V roce 1913 přesídlil do dnešního Izraele.

## Politická dráha
Byl jedním ze zakladatelů hnutí Mizrachi a účastnil se jeho zakládajícího sjezdu ve Vilniusu v roce 1902, jakož i prvního světového sjezdu konaného v roce 1904 v Petrohradu. Kvůli svým sionistickým aktivitám byl několikrát zatčen ruskými úřady. Od roku 1909 se účastnil všech sionistických kongresů. Po přesídlení do dnešního Izraele se zasloužil o vznik školského systému napojeného na náboženský sionismus. Během první světové války byl z dnešního Izraele vyhoštěn a působil pak až do svého návratu v roce 1919 v USA. Společně s Abrahamem Isaacem Kookem se zasloužil o vznik Vrchního rabinátu Izraele. Od roku 1935 působil ve správní radě Židovské agentury. Roku 1946 byl zatčen mandátními úřady a uvězněn ve vězení v Latrunu. Patřil do pětičlenného výboru, který se podílel na finální verzi deklarace nezávislosti Státu Izrael a patřil mezi její signatáře. V roce 1958 mu byla udělela Izraelská cena.
V izraelském parlamentu zasedl po volbách v roce 1949, kdy kandidoval za Sjednocenou náboženskou frontu. Zastával i vládní post. V letech 1948–1951 byl ministrem náboženství a válečných obětí.